# 翡翠灣 (加利福尼亞州埃爾多拉多縣)
翡翠灣（英語：Emerald Bay）是位於美國加利福尼亞州埃爾多拉多縣的一個非建制地區。該地的面積和人口皆未知。

## 地理
翡翠灣的座標為38°57′36″N 120°05′53″W / 38.96000°N 120.09806°W，而該地的平均海拔高度為1926米（即6319英尺）。